# Société royale belge des aquarellistes

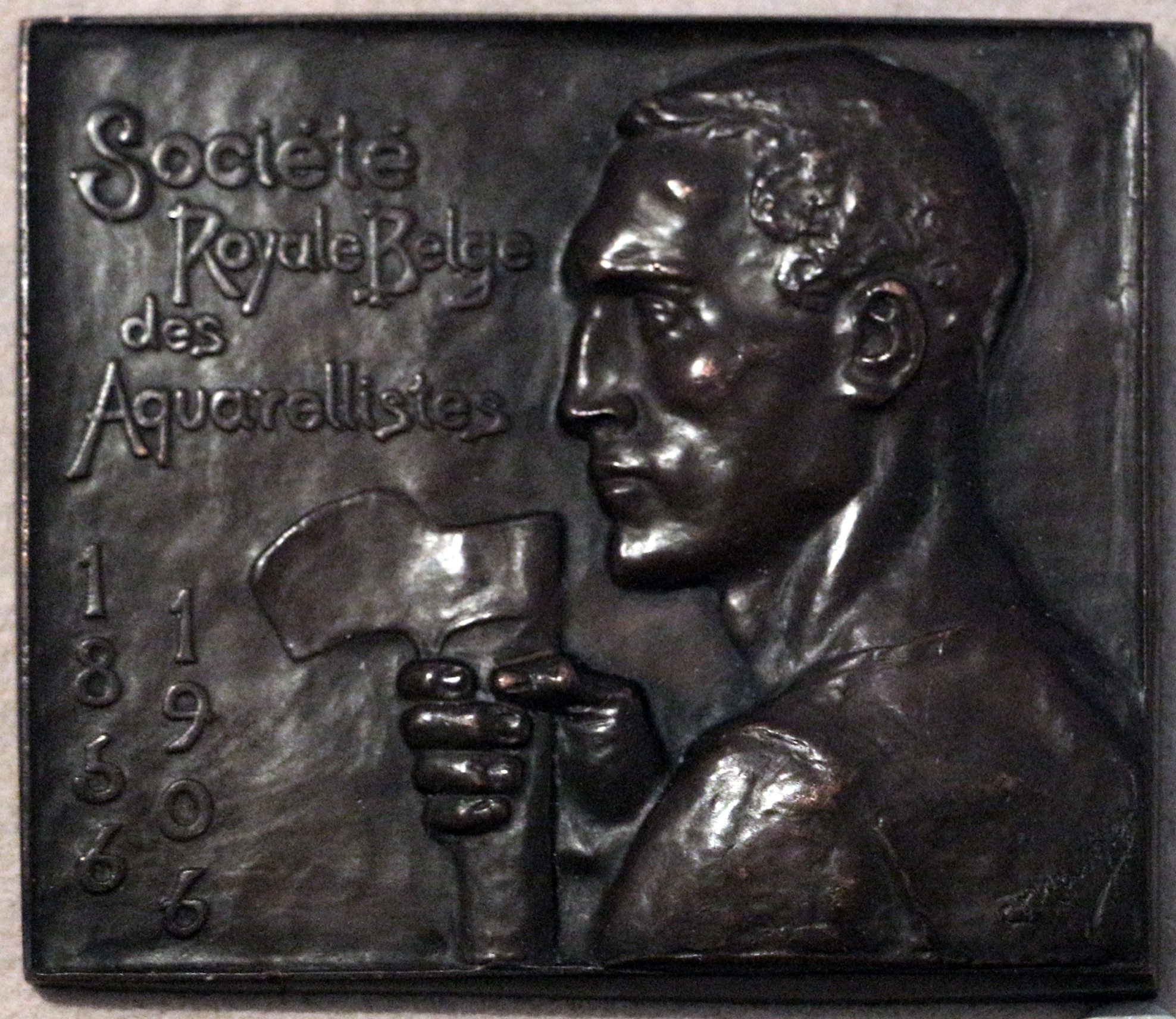
Constantin Meunier: Gedenkmedaille zum 50-jährigen Bestehen (1856–1906)

Die Société Royale Belge des Aquarellistes (deutsch Belgische Gesellschaft für Aquarellmalerei) ist eine Vereinigung belgischer Künstler, die mit Wasserfarben arbeiten. Sie wurde im Juni 1856 in Brüssel gegründet unter dem Vorsitz von Jean Baptiste Madou.

## Geschichte
Inspiriert von der seit 1804 bestehenden britischen Royal Watercolour Society, traf sich am 11. Juni 1856 eine Gruppe von 16 Aquarellmalern, um eine solche Vereinigung auch in Brüssel zu etablieren. Zu den Gründungsmitgliedern gehörten Paul Jean Clays, Willem Roelofs, Edmond Tschaggeny, Richard Baseleer und andere. Mitglieder waren Belgier und in Brüssel lebende Holländer. Ausländische Aquarell-Künstler konnten Ehrenmitglied werden.
Der Verein organisiert jährliche Ausstellungen an verschiedenen Orten in Brüssel. Die erste Ausstellung war vom 16. Juli bis 15. August 1856 im Hotel d'Assche (Place des Palais). Weitere fanden statt im Hotel Arconati-Visconti, im Herzogspalast (heute Palast der Akademien), im Jahr 1880 im neuen Palast der Schönen Künste (jetzt KMSK) und im Jahr 1890 im Modern Museum (heute Teil des KMSK). Zu Beginn hatte die Gesellschaft 20 Mitglieder, später wurden es bis zu 40. Ab 1870 wurde im Namen der Zusatz „Royal“ geführt.
Die Gesellschaft spielte eine wichtige Rolle bei der Verbreitung von Aquarellen in Europa. Ähnliche Vereinigungen bildeten sich in weiteren Ländern, etwa 1876 in Holland mit dem Hollandsche Teekenmaatschappij, in Frankreich um 1879 mit der Société des aquarellistes français, in Deutschland mit der Gesellschaft Deutscher Aquarellisten oder in Österreich mit dem am Künstlerhaus Wien angesiedelten Aquarellisten-Club.
Zu Beginn der 1880er Jahre begehrte eine Gruppe junger Künstler gegen die Société royale und ihr Regelwerk zur Erlangung einer Mitgliedschaft auf. Da der Vorstand nicht zu einer Lockerung der Regeln und einer erneuten Anhebung der Mitgliedsobergrenze zu bewegen war, gründete die Gruppe 1883 unter dem Namen Les Aquarellistes belge (1884 umbenannt in Les Hydrophiles) eine eigene Künstlervereinigung. 

## Gründungsmitglieder
- Charles Billoin (1813–1869)
- François Bossuet (1798–1889)
- François Charette (1807–1895)
- Paul Clays (1817–1900)
- Jakob Josef Eeckhout (1793–1861)
- Victor Eeckhout (1821–1879)
- Théodore Fourmois (1814–1871)
- Alexandre Francia (1817–1884)
- Paul Lauters (1806–1875)
- Henri Lehon (1809–1872)
- Jean-Baptiste Madou
- Willem Roelofs
- Gustave Simonau (1828–1849)
- Edwin Toovey (1826–1906)
- Edmond Tschaggeny (1818–1873)
- Félix Stappaerts (1812–1885)

## Präsidenten
- Jean Baptiste Madou (1856–1876)
- Joseph Schubert (1876–1879)
- Charles Ligny (1879–1890)
- Albert Devriendt (1890–1900)
- Henry Stacquet (1901–1907)
- Henri Cassiers (1907–1938)

## Ehrenmitglieder (Auswahl)
- Hans von Bartels
- Albert Fitch Bellows
- Ludwig Dettmann
- Albert Dressler
- Hubert Herkomer
- Dora Hitz
- Max Liebermann
- Adolf Menzel
- Hans Herrmann (Maler)
- Fredericus van Rossum du Chattel
- Alexander Schmidt-Michelsen
- Adolf Seel
- Gottfried Seelos
- Franz Skarbina